# Sopronkövesd megállóhely
Sopronkövesd megállóhely egy Győr-Moson-Sopron vármegyei vasúti megállóhely Sopronkövesd településen, a GYSEV üzemeltetésében. A belterület északkeleti szélén helyezkedik el, közvetlenül a 8628-as út vasúti keresztezése mellett.

## Vasútvonalak
A megállóhelyet az alábbi vasútvonalak érintik:
- Sopron–Szombathely-vasútvonal

## Kapcsolódó állomások
A megállóhelyhez az alábbi állomások vannak a legközelebb:
- Nagycenk vasútállomás (Sopron–Szombathely-vasútvonal)
- Lövő vasútállomás (Sopron–Szombathely-vasútvonal)

## Forgalom
| Járat        | Útvonal | Gyakoriság   |
| ------------ | --- | ------------ |
| személyvonat | Sopron – Kópháza – Nagycenk – Sopronkövesd – Lövő – Újkér – Tormásliget – Bük – Acsád – Salköveskút-Vassurány – Szombathely | Napi 6 pár   |
| személyvonat | Sopron – Kópháza – Nagycenk – Sopronkövesd – Lövő – Újkér – Tormásliget – Bük – Acsád – Salköveskút-Vassurány – Szombathely – Szombathely-Szőlős – Ják-Balogunyom – Egyházasrádóc – Körmend – Horvátnádalja – Csákánydoroszló – Rátót – Alsórönök – Haris – Szentgotthárd | 1-4 óránként |